# Фаббри, Нелло
Нелло Фаббри (итал. Nello Fabbri; 15 марта 1934, Рим — 30 января 2020, Рим) — итальянский шоссейный велогонщик, выступавший на профессиональном уровне в 1955—1963 годах. Участник многих крупных соревнований на шоссе своего времени, семь раз стартовавший на «Джиро д’Италия» и дважды на «Тур де Франс». Победитель гонок «Джиро ди Тоскана», «Милан — Турин» и др.

## Биография
Нелло Фаббри родился 15 марта 1934 года в Риме, Италия.
Впервые заявил о себе в шоссейном велоспорте в сезоне 1953 года, когда в составе местной римской команды выиграл гонку «Коппа Цинци» и стал чемпионом Италии среди любителей.
В 1954 году выиграл «Коппа Лоренцо Контрони», «Коппа д’Инверно», «Национале Санто-Стефано-ди-Магра». Попав в состав итальянской национальной сборной, принял участие в шоссейном чемпионате мира в Золингене, где в групповой гонке любителей финишировал восьмым.
Дебютировал на профессиональном уровне в 1955 году в составе итальянской команды Legnano. В это время впервые проехал супермногодневку «Джиро д’Италия» — на одном из этапов стал шестым, тогда как в итоговой генеральной классификации занял 23-е место. Также показал одиннадцатый результат на «Джиро ди Ломбардия» и пятый результат на «Джиро дель Лацио».
В 1956 году одержал победу на «Гран-при Альгеро», «Джиро ди Тоскана», «Сассари — Кальяри», вошёл в десятку сильнейших на пяти этапах «Джиро д’Италия», поучаствовал в таких гонках как «Милан — Сан-Ремо», «Льеж — Бастонь — Льеж», «Джиро ди Ломбардия».
В 1957 году занял одиннадцатое место в генеральной классификации «Джиро д’Италия», при этом на одном из этапов сумел финишировать третьим. Среди других крупных стартов этого сезона — «Милан — Сан-Ремо», «Рим — Неаполь — Рим», «Флеш Валонь», «Джиро ди Ломбардия».
В 1958 году Фаббри стал вторым на «Джиро ди Кампания» и третьим на «Трофео Маттеотти», в очередной раз преодолел дистанцию «Джиро д’Италия».
Сезон 1959 года провёл в командах Bianchi-Pirelli и Ghigi-Ganna. Одержал победу в гонке «Милан — Турин», помимо «Джиро д’Италия» на сей раз стартовал и на «Тур де Франс», где благополучно преодолел все этапы, в том числе на одном из этапов был третьим.
Начиная с 1960 года представлял команду Ignis. В дебютном сезоне в новом коллективе вновь проехал «Тур де Франс», стал вторым на «Джиро дель Пьемонте».
В 1961 году занял 43-е место в гонке «Париж — Ницца» и 72-е место на «Джиро д’Италия».
В 1962 году в седьмой раз принимал участие в «Джиро д’Италия», расположившись в итоговом протоколе на 45-й строке. Также в этом сезоне выступил на «Вуэльте Каталонии» и «Джиро дель Эмилия».
Впоследствии оставался действующим профессиональным велогонщиком вплоть до конца 1963 года, представлял такие команды как Springoil-Fuchs и Gazzola, хотя сколько-нибудь значимых результатов больше не показывал.
Умер 30 января 2020 года в Риме в возрасте 85 лет.